# گری گودریج
گری گودریج (انگلیسی: Gary Goodridge؛ زادهٔ ۱۷ ژانویهٔ ۱۹۶۶) ورزشکار هنرهای رزمی ترکیبی و بوکسور اهل ترینیداد و توباگو است.